# Matthias Plarre

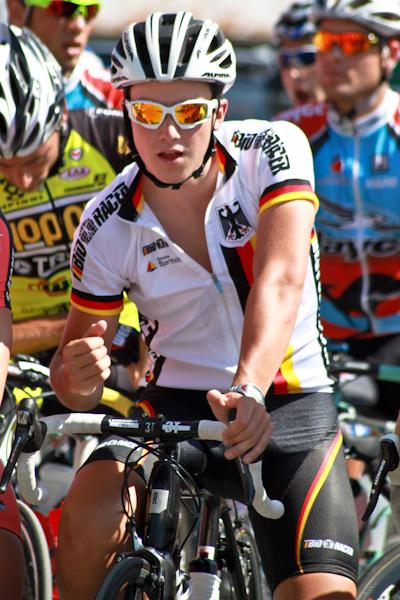
Plarre als Rennfahrer (2011)

Matthias Plarre (* 27. Februar 1992 in Schmölln) ist ein deutscher Sportlicher Leiter im Radsport und ehemaliger Radrennfahrer.

## Sportliche Laufbahn
2008 wurde Matthias Plarre deutscher Vize-Meister der Jugend in der Mannschaftsverfolgung. 2010 gewann er eine Etappe der Regio-Tour und belegte Platz zwei in der Gesamtwertung. Zur Saison 2011 wurde er Mitglied im LKT Team Brandenburg. Auf nationaler Ebene gewann er 2013 Rund um den Sachsenring und entschied die Gesamtwertung der Rad-Bundesliga für sich. International blieb der Gewinn der Bergwertung beim Course Cycliste de Solidarność et des Champions Olympiques 2013 sein einziger zählbarer Erfolg, seine beste Platzierung war ein zweiter Etappenplatz beim Carpathian Couriers Race im selben Jahr.
2014 erhielt Plarre einen zweijährigen Vertrag beim Leopard Development Team. Mitte April 2015 stürzte er beim Arno Wallaard Memorial und zog sich eine langwierige Schulterverletzung zu. Ende 2015 beendete er im Alter von 23 Jahren seine aktive Radsportlaufbahn, um ein Studium fortzuführen.

## Berufliches
Seit 2017 ist Plarre als Sportlicher Leiter beim Team Ur-Krostitzer tätig, seit 2018 beim Team SchnelleStelle. Seit 2024 fungiert Plarre als Jugend-Bundestrainer für German Cycling.

## Erfolge
2010
- eine Etappe Regio Tour

2013
- Bergwertung Course Cycliste de Solidarność et des Champions Olympiques